# 交響曲第3番 (ハイドン)
交響曲第3番 ト長調 Hob. I:3 は、フランツ・ヨーゼフ・ハイドンが作曲した交響曲。

## 概要
ゲットヴァイク修道院の1762年の購入目録に見え、同じ年に購入された交響曲にはほかに第4番、第5番、および交響曲『A』（第107番）があるが、いずれもハイドンがエステルハージ家に仕える前の作品であることから、本作も同様にボヘミアのモルツィン伯爵に仕えていた時期（1757年から1760年頃）の作品と考えられる。
なお、H.C.ロビンス・ランドンはフュルンベルク・コレクションの筆写譜によって校訂したが、ジェームズ・ウェブスターによると交響曲第3番の筆写譜は他の曲のものより時代が新しく、信頼性は落ちるという。

## 編成
オーボエ2、ホルン2、第1ヴァイオリン、第2ヴァイオリン、ヴィオラ、低音（チェロ、ファゴット、コントラバス）。

## 曲の構成
演奏時間は約18分。ハイドンの最初期の作品は3楽章のものが多いが、本作は4楽章形式になっており、最終楽章でフーガをソナタ形式に統合させているほか、全般的に対位法的な書法が目立つ。
- 第1楽章 アレグロ
ト長調、4分の3拍子、ソナタ形式。
8分音符の繰り返しによるバスの動きの上で、4つの音符の動機にはじまる主題が出現する。

- 第2楽章 アンダンテ・モデラート
ト短調、4分の2拍子、ソナタ形式。
当時のハイドンの他の交響曲と同様、弦楽器のみによって演奏される。

- 第3楽章 メヌエット - トリオ
ト長調、4分の3拍子。
メヌエット主部ではオーボエとヴァイオリンによる旋律を、1小節遅れて低音が追いかけるカノンになっている。後半は逆に低音が先に来る。トリオでは管楽器による旋律と弦楽器との掛け合いを聞かせる。

- 第4楽章 フィナーレ：アラ・ブレーヴェ
ト長調、2分の2拍子。

フーガの形態を取っており、繰り返しはないが、ソナタ形式とも解釈される。4つの全音符からなる第1主題にあたる部分（第1楽章の主題にも似ている）が第1ヴァイオリンに、対旋律が第2ヴァイオリンに現れ、楽器を変えながら繰り返されるが、強さは常に  である。それから急に  になり、第2主題にあたる部分（同音の繰り返しから2度上がる）が別の2分音符からなる対旋律や8分音符による細かい動きとともに出現する。展開部では上記の主題が組み合わされて同時に出現する。